# SS United States
SS (ang. steam ship) United States – amerykański transatlantyk wybudowany w 1952 r. w stoczni w Newport News w stanie Wirginia w USA (koszt 76 milionów dolarów). W 1952, w swoim pierwszym rejsie, zdobył Błękitną Wstęgę Atlantyku, osiągając prędkość 35,59 węzłów w kierunku wschodnim i 34,51 węzłów w kierunku zachodnim. Wycofany z eksploatacji w roku 1969.

## Konstrukcja i eksploatacja
Rząd USA i dowództwo US Navy udzielały pożyczek na budowę liniowca, którego właścicielem był armator United States Lines, ponieważ statek miał być po ewentualnej szybkiej adaptacji największym transportowcem wojska i krążownikiem pomocniczym. Byłby w stanie przewieźć 14 tys. żołnierzy z pełnym wyposażeniem całej dywizji, toteż jego projekt i wykonanie były utrzymywane w ścisłej tajemnicy. Korzystając z doświadczeń zdobytych w czasie II wojny światowej zaprojektowano częściowo podwójny kadłub i rozbudowany podział wodoszczelny. Jego dwie siłownie turbinowe wraz z kotłami rozmieszczono w oddalonych od siebie przedziałach, co spowodowało, że kominy były rozmieszczone dość daleko od siebie. Siłownie napędzały 4 śruby. Przewidziano komory amunicyjne, centrale ogniowe i nasłuchowe oraz miejsce na duże zapasy żywności i zapasy paliwa, co dawało United States zasięg ponad 10 tys. mil morskich bez bunkrowania. Wodę uzyskiwano z wyjątkowo dużej instalacji do odparowywania wody morskiej. Oficjalnie prędkość maksymalną określono na poziomie 36 węzłów, jednak w rzeczywistości statek mógł osiągać prędkość 44 węzłów. Statek miał 12 pokładów i był budowany w systemie montażu uprzednio prefabrykowanych części w suchym doku. Statek był szczególnie zabezpieczony od ognia. Praktycznie był niepalny, ponieważ wykonany był ze stali i aluminium, a wykończony materiałami ogniotrwałymi. Koszt budowy wyniósł 76 mln USD.
Wodowanie miało miejsce 23 czerwca 1952, a matką chrzestną została żona senatora Toma Connally'ego. W pierwszy rejs United States wyruszył 3 lipca 1952 na trasie z Nowego Jorku do Hawru i Southampton. Rejsy na pokładzie United States cieszyły się dużą popularnością, a obłożenie miejsc wynosiło ponad 90%. Wiązało się to z elegancją i nowoczesnością pomieszczeń, wyposażeniem kabin w łazienki i indywidualnie regulowaną klimatyzację. Nie bez znaczenia była też szybkość transatlantyku, który w ciągu pierwszych dwóch lat przewiózł 140 tysięcy pasażerów ze średnią szybkością 30,73 węzła.
W połowie lat 60. XX wieku żegluga transatlantycka zaczęła się załamywać, na co wpływ miały rosnące koszty eksploatacji, ale przede wszystkim gwałtowny rozkwit lotnictwa pasażerskiego. Na przykład w roku 1970 szlak północnoatlantycki przebyło niemal osiem i pół miliona pasażerów, ale z tego tylko niecałe 250 tysięcy (3%) drogą morską. To zdecydowało o losach transatlantyków, w tym także United States.

## Późniejsze losy
Gdy United States przybył w 1969 roku do Newport News na doroczny przegląd, właściciel niespodziewanie zdecydował o wycofaniu z eksploatacji transatlantyku, który przez kilka lat pozostawał w Newport News, po czym został odholowany do Norfolk. Od tego czasu kilkakrotnie zmieniał właścicieli. W roku 1978 statek zakupiła firma hotelarsko-turystyczna zamierzając przywrócić go do życia jako wycieczkowiec w wersji "timeshare". Operacja się nie udała i w roku 1984 statek wystawiony został ponownie na sprzedaż. Meble i wyposażenie zostały sprzedane na aukcji w Norfolk.  Część mebli stanowi obecnie wystrój restauracji Windmill Point w Nags Head, w Karolinie Północnej.
W 1992 r. nowa spółka zakupiła statek, który został przeholowany najpierw do Turcji, a następnie na Ukrainę, gdzie dokonano operacji usunięcia azbestu. W końcu – wobec braku zainteresowania ze strony ewentualnych inwestorów – United States trafił do portu w południowej Filadelfii, gdzie od roku 1996 oczekiwał na dalsze decyzje. Rdzewiejący transatlantyk był znakomicie widoczny zarówno z autostrady międzystanowej nr 95, jak i z parkingu sklepu sieci IKEA przy Columbus Blvd.

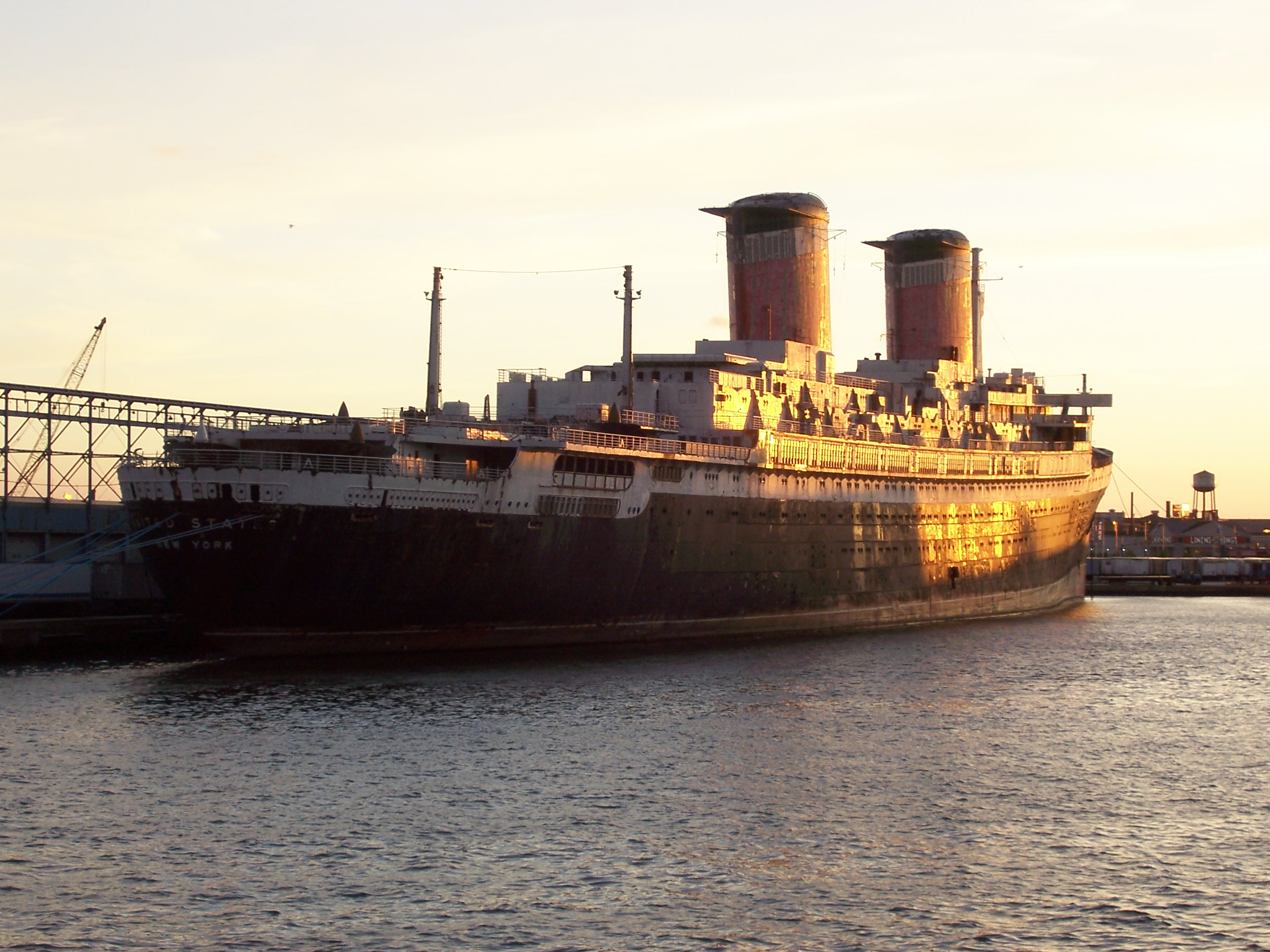
United States w porcie w Filadelfii

W roku 1999 powstała fundacja "SS United States Foundation" oraz organizacja "SS United States Conservancy", którym wspólnie udało się wciągnąć transatlantyk na listę pamiątek narodowych, co stwarzało szansę na uratowanie go przed złomowaniem.
W 2003 r. znana kompania turystyczna "Norwegian Cruise Line" (NCL) zakupiła statek z zamiarem przywrócenia do służby na Hawajach. W sierpniu 2004 NCL podjął prace studyjne zmierzające do odbudowy United States. W maju 2007 Tan Sri Lim Kok Thay, szef rady nadzorczej "Star Cruises" (jednostki nadrzędnej dla NCL) oświadczył, że zespół studyjny zakończył prace i że statek znajduje się w dobrym stanie. NCL zdołało zebrać i skatalogować ponad 100 skrzyń planów i rysunków technicznych i chociaż nie był to kompletny zestaw dokumentów, zespół projektantów uzyskał doskonały materiał dla odbudowy, do której jednak nie doszło.
Ostatecznie, w 2024 statek został zakupiony przez okręg Okaloosa. 19 lutego 2025 opuścił Filadelfię i został odholowany do Alabamy w celu usunięcia z pokładu szkodliwych materiałów. Następnie zostanie zatopiony na głębokości 55 m i w odległości 32 km od wybrzeża Zatoki Florydzkiej w celu stworzenia sztucznej rafy koralowej i siedliska dla zwierząt morskich. Nabywca ma nadzieję, że w ten sposób nastąpi zwiększenie atrakcyjności turystycznej rejonu.
SS United States był ostatnim liniowcem transatlantyckim, jaki zdobył Błękitną Wstęgę Atlantyku. Utracił ją w roku 1990 na rzecz znacznie mniejszego katamarana "Hoverspeed Great Britain" i to tylko w rejsie na wschód. W odniesieniu do kierunku zachodniego United States jest nadal posiadaczem tytułu.